# Булгаков, Фёдор Петрович
Булгаков Фёдор Петрович  (около 1737—после 1788) — офицер Российского императорского флота, участник Семилетней войны, осады Мемеля, Кольбергской экспедиции, русско-турецкой войны (1768—1774), Чесменского сражения. Георгиевский кавалер, бригадир.

## Биография
Булгаков Фёдор Петрович родился около 1737 года.
12 апреля 1748 года поступил учеником в Академию морской гвардии. 3 июня 1750 года произведён в гардемарины. В 1753 году определён в Морской шляхетный кадетский корпус, учился в классе астрономии. С 1750 года ежегодно проходил корабельную практику на кораблях Балтийского флота, находился в кампаниях в Балтийском море. 1 января 1755 года, после окончания Морского корпуса, произведён из капралов в мичманы. Состоял при петербургских экипажеских магазинах.
10 апреля 1757 года был произведён в унтер-лейтенанты. Участник Семилетней войны 1756—1763 годов. В 1757 году командовал пленной прусской яхтой «Гофнунг», на которой находился при осаде Мемеля. Затем из Мемеля плавал с осадной артиллерией в Ригу. Участвовал в Кольбергской экспедиции. 18 февраля 1760 года произведён в корабельные секретари, 22 мая 1762 года — в лейтенанты. В 1763 году командуя палубным ботом находился при описи Ладожского озера. 20 апреля 1764 года произведён в капитан-лейтенанты. В 1764—1767 годах ежегодно находился в кампаниях в Балтийском море. В 1768 году командовал брандвахтенным фрегатом «Вестовой» в устье Западной Двины близ Риги.

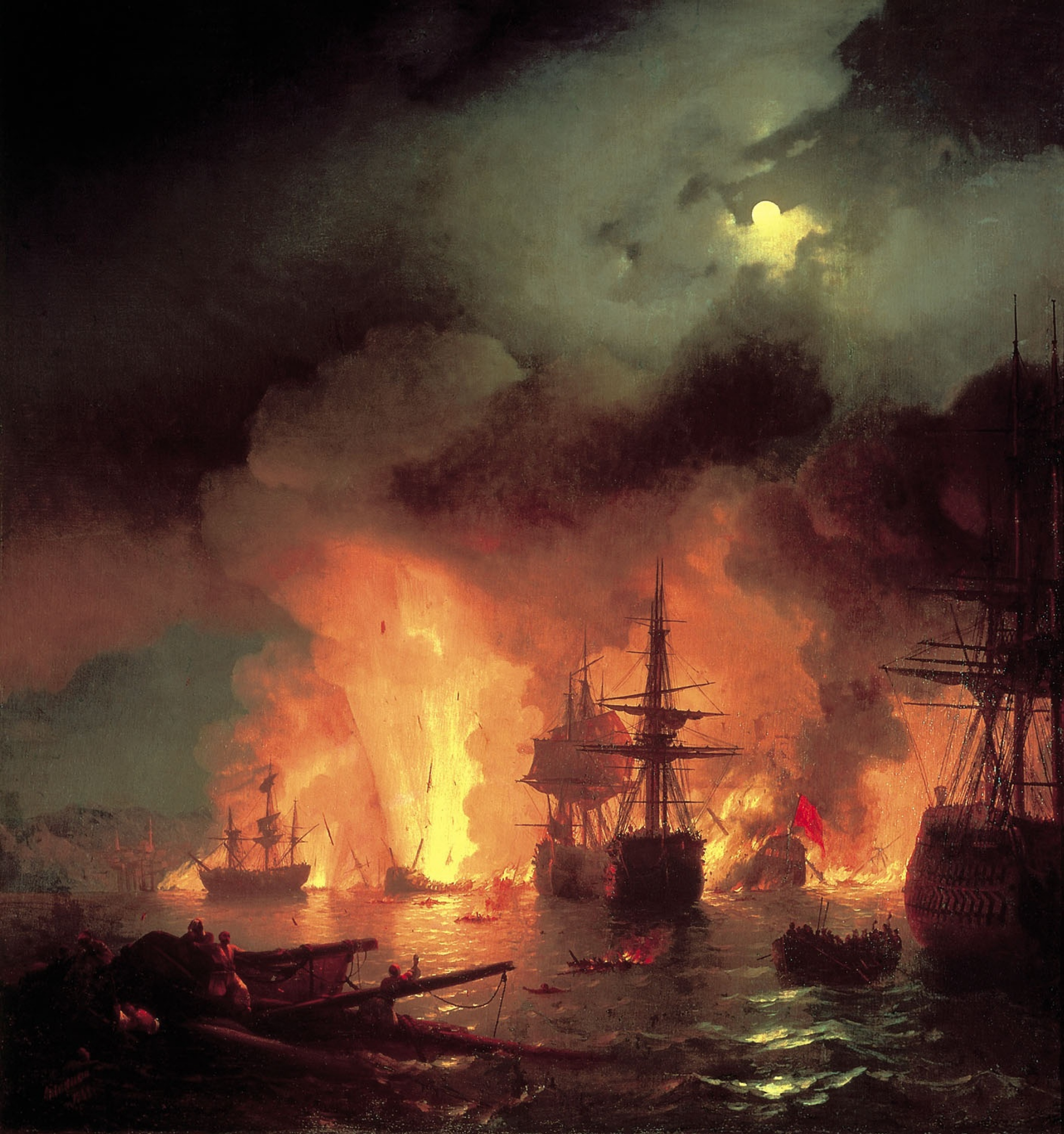
И. Айвазовский. «Чесменский бой». 1848

Принимал участие в русско-турецкой войне 1768—1774 годов. В 1769 году на 66-пушечном линейном корабле «Ростислав» совершил переход от Архангельска до Копенгагена, а затем, в составе эскадры адмирала Г. А. Спиридова, перешёл из Копенгагена в Архипелаг. 12 апреля 1770 года произведён в капитаны 2-го ранга. На том же корабле участвовал 24—26 июня 1770 года в Чесменском сражении. С 18 июля находился на захваченном в плен турецком линейном корабле «Родос» и оставался в порту Мудро. Затем назначен командиром 20-пушечного фрегата «Почтальон», на котором крейсировал в Архипелаге. В 1771 году командуя фрегатом «Святой Фёдор» крейсировал в Архипелаге. Позже, в том же году, был назначен командиром 66-пушечного линейного корабля «Саратов», на котором участвовал в атаке турецкой крепости Метелино и при сожжении стоявших там на стапеле двух кораблей и галер. После окончания боевых действий перешёл в Мальту для ремонта корабля. В 1772 году командовал тем же кораблем, находился в Архипелаге, в 1773 году участвовал в атаке крепости Будрума, в 1774 году плавал к острову Тассо для заготовки и доставки корабельного леса. 16 декабря 1774 года, после заключения с Турцией мира, прибыл в составе эскадры контр-адмирала Х. М. Базбаля из Архипелага в Ливорно. 13 января 1775 года произведён в капитаны 1-го ранга. Командуя тем же кораблем вернулся из Архипелага в Кронштадт.
В 1776 году продолжал командовать линейным кораблём «Саратов» в составе эскадры вице-адмирала С. К. Грейга, плавал у Красной Горки. 26 ноября 1776 года «за совершение 18 кампаний в офицерских чинах» награждён орденом Святого Георгия 4 класса (№ 293).
В 1777 году находился в годовом отпуске. 27 марта 1778 года определён советником флота в счётную экспедицию. В том же году командуя галерной эскадрой плавал до Выборга. 18 февраля 1780 года уволен от службы с награждением рангом бригадира и с пенсией по 300 рублей.
По состоянию на 1788 год был предводителем дворянства Борисоглебского уезда Ярославского наместничества в чине бригадира.